# Élections européennes de 1994 au Royaume-Uni
Les quatrièmes élections européennes se sont déroulées le 9 juin 1994 au Royaume-Uni pour désigner les 87 députés européens au Parlement européen, pour la législature 1994-1999.

## Mode de scrutin
En Angleterre, Écosse et pays de Galles, 84 députés furent élus au scrutin uninominal majoritaire à un tour dans 84 circonscriptions.
En Irlande du Nord, trois députés furent élus lors d'un scrutin à vote unique transférable dans une circonscription unique.

## Résultats
| Parti  | Parti                   | Votes      | %    | Sièges |
| ------ | ----------------------- | ---------- | ---- | ------ |
|        | Parti travailliste      | 6 753 863  | 42,6 | 62     |
|        | Parti conservateur      | 4 248 531  | 27,0 | 18     |
|        | Libéraux-démocrates     | 2 552 730  | 16,1 | 2      |
|        | Parti vert              | 494 561    | 3,1  | 0      |
|        | Parti national écossais | 487 239    | 3,0  | 2      |
|        | Plaid Cymru             | 162 478    | 1,0  | 0      |
| Autres | Autres                  | 593 320    | 7,2  | 0      |
| Total  | Total                   | 15 292 722 | 100  | 84     |

| Parti  | Parti                                  | Votes     | %    | Sièges |
| ------ | -------------------------------------- | --------- | ---- | ------ |
|        | Parti unioniste démocrate              | 163 246   | 29,2 | 1      |
|        | Parti social-démocrate et travailliste | 161 992   | 28,9 | 1      |
|        | Parti unioniste d'Ulster               | 133 459   | 23,8 | 1      |
| Autres | Autres                                 | 692 692   | 18,1 | 0      |
| Total  | Total                                  | 1 151 389 | 100  | 3      |